# Bande de bras Kreta

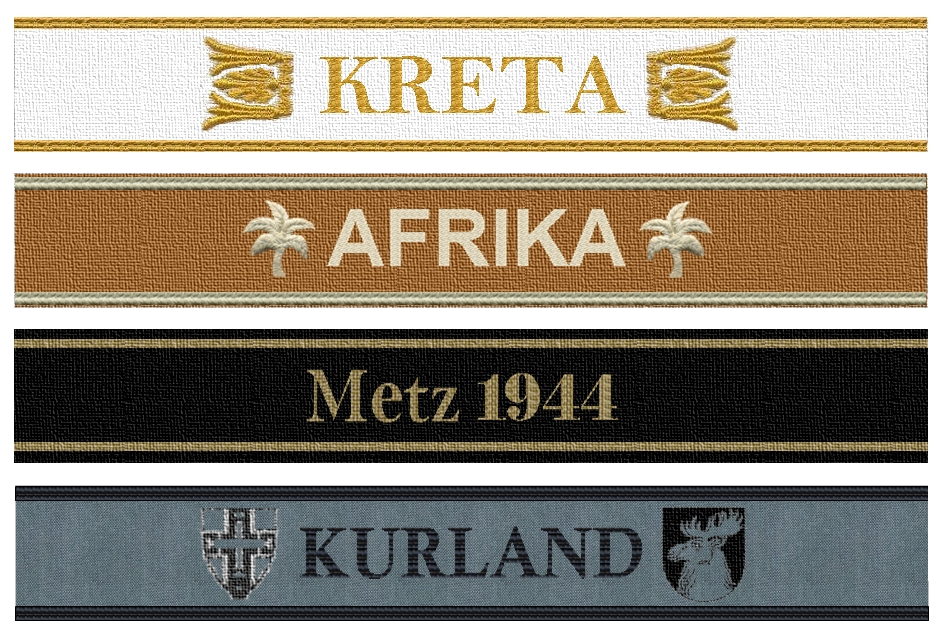
Exemples de bandes de bras ; « Kreta » est la première en partant du haut

La bande de bras « Kreta », ou Ärmelband Kreta, est créé par Adolf Hitler le 16 octobre 1942, pour distinguer les combattants allemands ayant participé à la bataille de Crète (Opération Merkur) en mai 1941.

## Contexte
Dernière opération offensive de la campagne des Balkans, la Wehrmacht a attaqué le 20 mai 1941 l'île de Crète, avec le soutien italien, avec environ 15 000 parachutistes et 8 500 troupes de montagne. Pour permettre le transfert de troupes, en plus de petites unités navales, il y eut principalement 493 avions de transport Junkers Ju 52 et 80 planeurs, ainsi qu'un peu plus de 430 bombardiers et 180 avions de combat pour préparer l'invasion. L'île de Crète a été défendue par environ 30 000 Britanniques, Néo-zélandais et Australiens, ainsi qu'environ 11 000 à 14 000 Grecs. Après des batailles féroces et sanglantes, les troupes de l'Axe ont triomphé, mais au vu des lourdes pertes subies à la fois en homme et en matériel, les fallschirmjäger ne seront presque exclusivement utilisés durant le reste de la guerre qu'en combat terrestre.
Le 3 juin 1941 est inscrit dans le journal de guerre de l'OKW : « La bataille pour la Crète est finie », l'île est considérée comme conquise.

## Attributions
Suivant la branche, la date de création était différente :
- Heer : 16 octobre 1942
- Kriegsmarine : 14 août 1942
- Luftwaffe : 29 septembre 1942

Fondamentalement, la Bande de bras Kreta peut être décernée aux membres des Forces armées de l'air, de terre ou de mer qui ont participé directement aux combats pour l'invasion de la Crète.
- Heer : Les soldats ayant débarqué ou atterri sur l’île jusqu’au 27 mai 1941 ainsi que ceux ayant pris la mer le 19 mai 1941 et participé à l'action navale au large de la Crète.
- Kriegsmarine : Tout le personnel de la marine ayant atteint la Crète par voie aérienne ou maritime jusqu'au 27 mai 1941 et le personnel de la marine des deux premiers escadrons de transport ayant participé aux batailles navales autour de Sparte et Milos les 21 et 22 mai 1941. En outre pouvaient prétendre à la distinction les membres de la marine ayant pris part au premier transport de blindés du continent vers la Crète du 26 au 27 mai 1941.
- Luftwaffe : Les Fallschirmjäger ayant sauté en parachute ou ayant atterri par planeur sur l'île entre le 20 et 27 mai 1941. Les équipages des Kampfgeschwader z.b.V impliqués dans le largage de parachutistes ou ayant atterri en Crète, et les équipages avec des missions de combat sur la Crète ou dans les eaux autour de l'île telles que la reconnaissance, les chasseurs, les bombardiers et les bombardiers en piqué.

L'attribution effective de la bande de manche subit des retards dans la production, jusqu'au milieu de 1943 jusqu'au 31 octobre 1944, date fixée du dernier jour de la cérémonie d'attribution.
En plus de l'obtention de la bande, le récipiendaire recevait un diplôme en papier et était mentionné dans le Soldbuch (livret militaire).

## Présentation

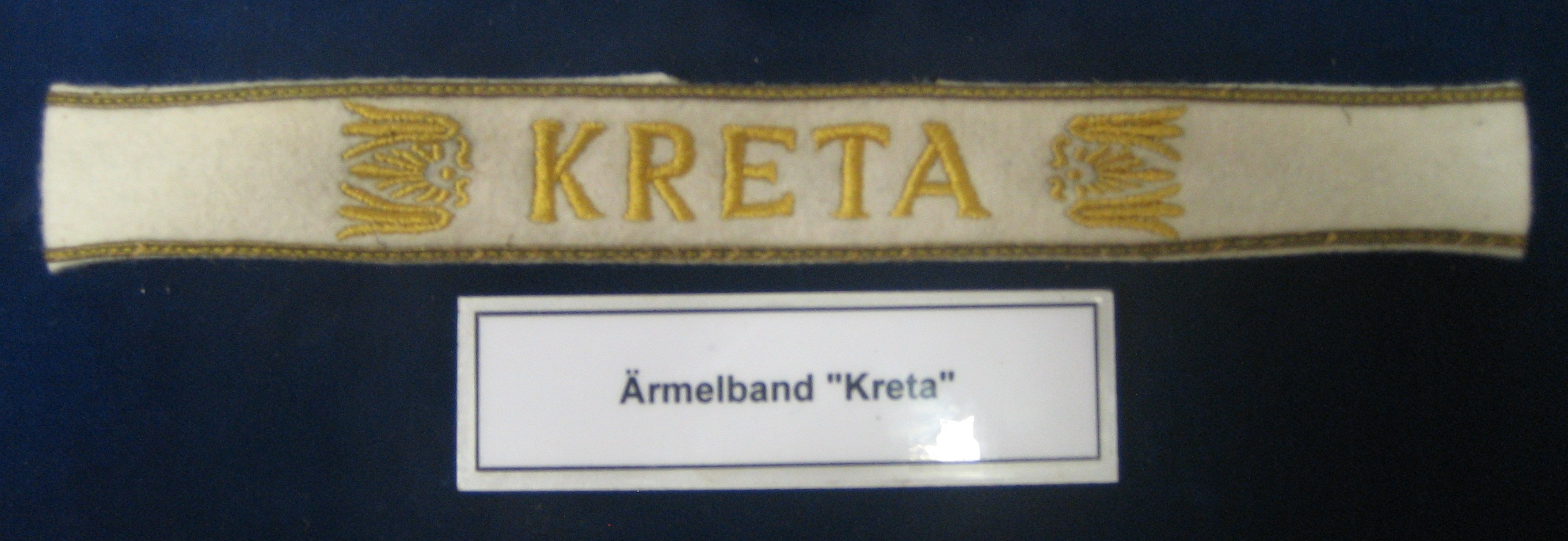
Bande de bras Kreta

Le brassard (environ 355 mm par 36 mm) se compose d'un tissu en coton de couleur blanche. L'inscription KRETA en lettres majuscules est réalisée en broderie d'art de soie jaune, placée au centre. En bordure haute et basses de la bande de bras est réalisé un passepoil en fil de couleur jaune-or d'environ 3 mm de large. De chaque côté de l'inscription KRETA sont brodées toujours en couleur jaune-or une feuille d'acanthe couchée avec sa base orientée vers l'inscription. Il provient de la production de l'entreprise BeVo de Wuppertal.

## Port
Le récipiendaire de la bande de bras Kreta recevait 4 exemplaires afin de les broder sur ses tenues, sur le bras gauche au-dessus du poignet.

## Sources
- (de) Kurt-Gerhard Klietmann, Auszeichnungen des Deutschen Reiches. 1936–1945, Motorbuch, Stuttgart, 1981.

## Liens
- (de) « Bande de bras Kreta », sur lexikon-der-wehrmacht.de